# Эмма (фильм, 2020)
«Э́мма» (англ. Emma) — британский исторический романтический комедийно-драматический фильм режиссёра Отем де Уайлд, экранизация одноимённого романа Джейн Остин с Аней Тейлор-Джой в главной роли. Премьера картины состоялась в феврале 2020 года, критики дали ей высокие оценки. Фильм получил две номинации на 93-ю церемонию «Оскар» — за «Лучший дизайн костюмов» и «Лучший грим и причёски».

## Сюжет
Главная героиня фильма, юная красавица Эмма Вудхаус, считает, что хорошо разбирается в человеческих характерах и поэтому может играть роль свахи для своих подруг и друзей. Она отговаривает свою подругу, скромную девушку Гарриет Смит, выходить замуж за фермера и выбирает ей в женихи викария мистера Элтона, но тот влюбляется в саму Эмму. Получив отказ, он уезжает и вскоре женится на даме с приданым, а Гарриет Смит остаётся без жениха. Затем Эмма пытается свести Гарриет со своим новым знакомым — Фрэнком Черчиллем. На этот раз она сама начинает чувствовать лёгкую влюблённость, и Фрэнк, как ей кажется, отвечает ей взаимностью.
Позже выясняется, что Черчилль уже давно тайно помолвлен с  мисс Фэрфакс и что лёгкий флирт с Эммой он использовал как прикрытие. Эмма понимает, что её любит Джордж Найтли — помещик-сосед, критиковавший её поведение. Она тоже влюбляется в Джорджа и соглашается стать его женой. Гарриет Смит же принимает предложение фермера.

## В ролях
- Аня Тейлор-Джой — Эмма Вудхаус
- Джонни Флинн — Джордж Найтли
- Билл Найи — мистер Вудхаус
- Миа Гот — Гарриет Смит
- Миранда Харт — мисс Бэйтс
- Джош О’Коннор — мистер Элтон
- Каллум Тёрнер — Фрэнк Черчилл
- Руперт Грейвс — мистер Уэстон
- Джемма Уилан — миссис Уэстон
- Эмбер Андерсон — Джейн Фэрфакс
- Таня Рейнольдс — миссис Элтон
- Коннор Суинделлс — Роберт Мартин
- Оливер Крис — Джон Найтли
- Хлоя Пирри — Изабелла Найтли

## Производство
Первые сообщения о начале работы над очередной экранизацией «Эммы» Джейн Остин появились в октябре 2018 года: тогда стало известно, что заглавную роль сыграет Аня Тейлор-Джой. В декабре 2018 года главная мужская роль, мистера Найтли, досталась Джонни Флинну. Позже появилась информация о результатах кастинга на остальные роли: Билл Найи сыграл мистера Вудхауса, Миа Гот — Гарриет Смит, Миранда Харт — мисс Бэйтс, Джош О’Коннор — мистера Элтона, Каллум Тёрнер — Фрэнка Черчилла, Руперт Грейвс мистера Уэстона, Джемма Уилан — миссис Уэстон, Эмбер Андерсон — Джейн Фэрфакс.
Режиссёрское кресло заняла фотограф Отем де Уайлд, для которой «Эмма» стала дебютом в новом качестве. Съёмки начались 18 марта 2019 года и проходили в ряде графств Англии (Суссексе, Оксфордшире, Глостершире, Уилтшире) и закончились 6 июня того же года.

## Восприятие
Премьера фильма в США состоялась 21 февраля 2020 года, в Великобритании — неделей раньше, 14 февраля. Фильм собрал $230,000 в 5 кинотеатрах в премьерный уик-энд, $46,000 в одном кинотеатре, что на тот момент стало наивысшим средним в 2020 году.
По состоянию на 17 марта 2020, Эмма собрала $10.1 миллионов в США и Канаде, и всего $25.2 миллионов.
Критики высоко оценили ленту. Рейтинг одобрения на сайте Rotten Tomatoes — 85 % (191 рецензий), средняя оценка 7.19/10. Консенсус: «Возможно, другие экранизации лучше передают дух оригинального классического произведения, но фанаты Джейн Остин смогут найти в этой „Эмме“ подходящую пару». На сайте Metacritic оценка фильма, основанная на 45 рецензиях, составила 71 балл из 100, что означает «в основном благоприятные оценки». Мнение критика сайта Common Sense Media: «Восхитительные детали, вкупе с более смешным сценарием, чем того можно было ожидать, и замечательным актёрским ансамблем дали лучшую экранизацию произведений Джейн Остин за многие годы». Питер Брэдшоу из The Guardian дал фильму 3 звезды из 5, назвав экранизацию «симпатичной и добродушной», а выбор Тейлор-Джой на главную роль «интересным». Обозреватель РБК назвал картину наиболее точной экранизацией романа Остин, которая «скорее всего останется недооценённой». Рецензент Film.ru составил об «Эмме» плохое мнение: по его словам, это «махровая театральщина, безыдейная, эпигонская экранизация комедийного романа, который когда-то казался кому-то смешным».
Зрители, опрошенные сайтом CinemaScore, дали фильму оценку «B» по шкале от A+ до F. Сайт PostTrak сообщил, что средняя оценка фильма составила 3 звезды из 5, в то время как 44 % опрошенных сказали, что точно посоветуют его посмотреть.